# Rock 'n' roll star
Rock 'n' roll star is een lied geschreven door Les Holroyd voor het studioalbum Octoberon van Barclay James Harvest.
Het is een soort waarschuwing om het te maken in rockmuziekwereld. Je moet vreselijk je best doen om geaccepteerd te worden, waarbij je je ondanks je persoonlijke aanpassingen wel steeds beter voelt. Maar hoe hoger je de ladder beklimt, des te groter wordt de val als het niet meer lukt. De vraag was of het al die moeite wel waard is ("Looking before you, only good times?").
Voor het album Octoberon kwam in Europa geen promotiesingle uit. Rock 'n' roll star werd wel uitverkozen tot persing van single voor airplay in de Verenigde Staten (Not for sale) (MCA Records (40690). Opvallend daaraan was dat op beide kanten van de single dezelfde versie van het nummer stond.
Het werd meegenomen in de uitgifte van de ep Live EP, dat in 1977 werd uitgebracht. Toen werd het ook als single uitgebracht om dat te promoten. Die ep was de voorloper van het livealbum Live tapes.
Het thema met voors en tegens van een Rock 'n' roll star wordt binnen de popmuziek wel vaker bezongen; er werd dan ook een vergelijking gemaakt met So You Want to Be a Rock 'n' Roll Star van The Byrds. Lees gaf later toe dat zijn gitaarsolo geïnspireerd was op de gitaarsolo uit One of these nights van The Eagles. 